# Argoctenus aureus
Espèce
Argoctenus aureus est une espèce d'araignées aranéomorphes de la famille des Miturgidae.

## Distribution
Cette espèce est endémique de Nouvelle-Zélande.

## Description
La carapace de la femelle holotype mesure 3,5 mm de long et l'abdomen 5,5 mm.

## Publication originale
- Hogg, 1911 : On some New Zealand spiders. Proceedings of the Zoological Society of London, vol. 81, no 2, p. 297-313 (texte intégral).